# PQRST
Il PQRST è l'acronimo di Preview, Question, Read, Summary, Test ed è uno dei metodi di studio usati per cercare di evitare un apprendimento esclusivamente mnemonico, per permettere di focalizzare sulle informazioni più importanti e sui concetti chiave e per attivare le strategie metacognitive necessarie ad una gestione intenzionale del testo.

## Descrizione
Le cinque fasi che costituiscono il metodo sono:
- P - Preview. Attraverso una lettura orientativa, osservando i titoli di capitoli e paragrafi e le eventuali immagini, si esamina preliminarmente l'argomento da apprendere.
- Q - Question. Sulla base di quanto osservato nella fase 1, si formulano le domande cui si ritiene di dover saper rispondere alla conclusione del processo di studio.
- R - Read. Si leggono i testi relativi all'argomento di studio privilegiando le parti che meglio si prestano a rispondere alle domande elaborate nella fase 2.
- S - Self-Recitation. Si rielabora l'argomento studiato utilizzando il sistema più congeniale (parafrasi verbale orale o scritta, realizzazione di mappe concettuali o diagrammi).
- T - Test. Si risponde, nel modo più completo possibile, alle domande formulate nella fase Question verificando se l'argomento è stato appreso in modo soddisfacente.

## Storia
Del tutto analogo al metodo SQ3R - da cui deriva - il metodo PQRST ha la caratteristica di correlare in modo più esplicito le fasi 2 e 5, Question e Test. Come detto, prevede infatti che l'ultima fase consista proprio nel rispondere alle domande elaborate nella fase 2.